# Honoré Hugrel
Honoré Hugrel, né le 12 juin 1880 à Mâcon où il est mort le 13 février 1944, est un peintre français.

## Biographie
Claude Honoré Hugrel est le fils de Théophile Hugrel, fondeur, et de Marie Guichard, journalière.
En 1908, il épouse Jeanne Granger.
Élève de Georges Duhain, il expose au Salon. Il obtient le prix Rosa-Bonheur en 1929.
Il est, à partir de 1928, conservateur du Musée des Ursulines de Mâcon. Bon nombre de ses tableaux sont aujourd'hui exposés dans ce même musée. 
Dans les locaux de la chambre de commerce de Mâcon est conservé l'un de ses tableaux, intitulé Le Chevrier sicilien (peint avant 1932), désormais protégé au titre des Monuments historiques.
Il meurt dans sa ville natale à l'âge de 63 ans.